# Players' League
A Players' National League of Professional Base Ball Clubs, popularmente conhecida como Players' League (algumas vezes citada como  Players League), foi uma liga profissional de beisebol de curta existência mas repleta de estrelas no século XIX. Emergeu da Brotherhood of Professional Base-Ball Players, o primeiro sindicato de atletas esportivos.
A Brotherhood incluía a maioria dos melhores jogadores da  Liga Nacional. Os membros da Brotherhood, liderados por John Montgomery Ward, deixaram a Liga Nacional e formaram a Players' League após falhar na tentativa de mudança no relacionamento desigual entre jogadores-gerentes da Liga Nacional.
A PL durou apenas uma temporada em 1890, e a franquia de Boston foi a campeã. Embora conhecida pelos historiadores como a Players' League, jornais sempre reportaram esta liga nas manchetes como "Liga", "Associação" e "Irmandade".  A PL teve boa frequência de espectadores, ao menos em algumas cidades, mas sendo financiada, seus proprietários não tiveram a confiança de continuar além de uma temporada.
Em 1968, um comitê da Major League Baseball, dirigido pelo comissário William Eckert, confirmou que a Players' League foi uma grande liga.

## Destaques

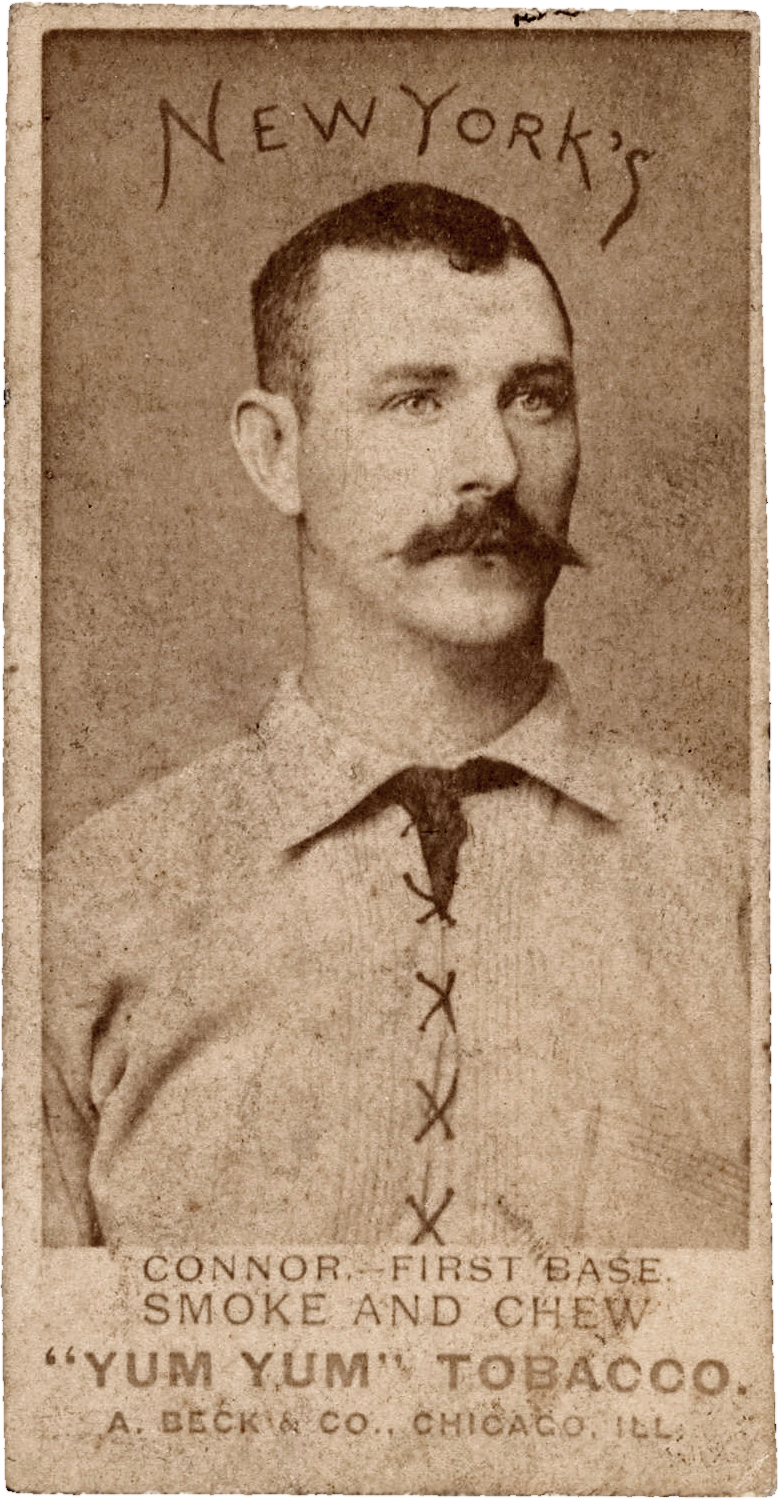
Roger Connor rebateu seu único ciclo na Players' League.

Os líderes da Players League na  Tríplice Coroa foram o membro do Hall-of-Fame, Roger Connor com 14 home runs, Pete Browning com 37,3% em média de rebatidas e Hardy Richardson com 146  RBIs. Para os arremessadores, Mark Baldwin teve 34 vitórias, Silver King com 2,69 de  ERA e Mark Baldwin com 211 strikeouts.
Em 21 de Junho King arremessou um  no-hitter não oficial em oito entradas.
Estranhamente, em sua única temporada de operação, a Players League viu sete  queimadas triplas: o Giants em 14 de Junho, Red Stockings em 30 de Junho, o Pirates em 15 de Julho, o Pirates novamente em 30 de Julho, o Burghers em 15 de Agosto, o Ward's Wonders em 6 de Setembro e o Bisons em 29 de Setembro. Além disso, presenciou dois jogadores conseguirem  seis rebatidas em um jogo: Ed Delahanty em 2 de Junho e Billy Shindle em 26 de Agosto. Roger Connor também  rebateu pelo ciclo em 21 de Julho de 1890.

## Times e aproveitamento
| Time                    | Vitórias | Derrotas |
| ----------------------- | -------- | -------- |
| Boston Reds             | 81       | 48       |
| Brooklyn Ward's Wonders | 76       | 56       |
| New York Giants         | 74       | 57       |
| Chicago Pirates         | 75       | 62       |
| Philadelphia Athletics  | 68       | 63       |
| Pittsburgh Burghers     | 60       | 68       |
| Cleveland Infants       | 55       | 75       |
| Buffalo Bisons          | 36       | 96       |

## Legado
O Boston e o Philadelphia se juntaram a American Association depois do fechamento da Players' League, e ambas franquias fecharam juntamente com a AA após a temporada de 1891. As franquias da PL em Brooklyn, New York, Chicago e Pittsburgh, se fundiram, individualmente, com suas contrapartes após a temporada de 1890.
Embora a liga tenha começado pelos próprios jogadores, essencialmente como um elaborado trabalho de ação para melhorar a sua parte do quinhão, o empreendimento provou ser um revés para eles a longo prazo. A vergonhosa cláusula de reserva permaneceu intacta e permaneceria pelos próximos 85 anos.  A já instável AA tinha sido ainda mais enfraquecida pela presença da PL. O incidente de Lou Bierbauer causou um cismo entre a LN e a AA, e a AA fechou um ano seguinte, reduzindo o número total de times (e jogadores) das grandes ligas significativamente, dando aos proprietários remanescentes muito mais poder contra os jogadores.
Um benefício da liga, do ponto de vista da gestão, foi a construção de novas instalações, das quais diversas foram usadas por um tempo pelos clubes já estabelecidos das grandes ligas. O mais proeminente destes foi um novo Polo Grounds, originalmente construído para o New York Giants da Players League, que serviu como casa do time da Liga Nacional, o New York Giants de 1891 até 1957 (foi reconstruído em aço e concreto em 1911) e para o New York Mets em suas duas primeiras temporadas. Foi também local de muitos outros famosos eventos esportivos durante seus 75 anos de existência.
O estádio do Chicago, Wrigley Field tem sido chamado de "monumento silencioso" do experimento da Federal League entre 1914–1915, e foi usado da mesma forma que o Polo Grounds da Players' League. Uma vez que a demolição do Polo Grounds começou em 1964, os historiadores do jogo perceberam que esta não foi apenas o fim de uma era em geral, mas também no sentido de que este seria o capítulo final da Players' League.